# La Bastide, Pyrénées-Orientales
La Bastide är en kommun i departementet Pyrénées-Orientales i regionen Occitanien i södra Frankrike. Kommunen ligger i kantonen Arles-sur-Tech som tillhör arrondissementet Céret. År 2022 hade La Bastide 62 invånare.

## Befolkningsutveckling
Antalet invånare i kommunen La Bastide
| Referens: INSEE |